# بريندا فريكر
بريندا فريكر (بالإنجليزية: Brenda Fricker)‏ مواليد 17 فبراير 1945 في دبلن، جزيرة أيرلندا، هي ممثلة أيرلندية بدأت مسيرتها الفنية عام 1964. كما أنها من الفائزات بجوائز الأوسكار.
حاصلة على جائزة الأوسكار 1989 لأفضل ممثلة مساعدة عن فيلم قدمي اليسرى.

## وصلات خارجية
- بريندا فريكر على موقع IMDb (الإنجليزية)
- بريندا فريكر على موقع الموسوعة البريطانية (الإنجليزية)
- بريندا فريكر على موقع قاعدة بيانات الأفلام العربية
- بريندا فريكر على موقع ألو سيني (الفرنسية)
- بريندا فريكر على موقع تيرنر كلاسيك موفيز (الإنجليزية)
- بريندا فريكر على موقع أول موفي (الإنجليزية)
- بريندا فريكر على موقع قاعدة بيانات الأفلام السويدية (السويدية)
- بريندا فريكر على موقع إن إن دي بي (الإنجليزية)
- بريندا فريكر على موقع قاعدة بيانات الفيلم (الإنجليزية)
- بريندا فريكر على موقع كينوبويسك (الروسية)